# Guillaume VIII Dauphin d'Auvergne
Pour les articles homonymes, voir Guillaume VIII.
Guillaume II de Clermont, dit Guillaume Dauphin (vers 1175 - 1240) est comte de Clermont et de Montferrand, est le 2e dauphin d'Auvergne (1234-1240),.

## Biographie
Du fait de la longévité de son père Robert IV Dauphin d'Auvergne, il attendit longtemps la succession du comté d'Auvergne. Avant cela, il fit hommage, en 1225, au roi Louis VIII pour Montferrand, Rochefort-Montagne et Crocq, puis il obtint Pontgibaud en 1229. Il succéda à son père en 1234.
Son sceau, illustré d'un dauphin, indique S. W. comitis Claromontis.
Il épouse en premières noces Huguette de Chamalières, fille de Guillaume, seigneur de Chamalières ; en secondes noces Isabelle (Isabeau), fille d’Archambaud de Montluçon ; puis en troisièmes noces avec une certaine Philippie ou Philippa de Baffie, beaucoup plus jeune que lui (née vers 1225), qui lui survécut  et se remaria en 1241  avec Robert II de Courcelles[réf. nécessaire].
Du premier mariage de Guillaume est né :
- Robert Ier Dauphin.

De son second mariage est née :
- Catherine Dauphine de Clermont qui épousa Guichard de Beaujeu, seigneur de Montpensier ; de cette union est né Guillaume de Beaujeu, maître de l'ordre du Temple, mort le 18 mai 1291 à Saint-Jean d'Acre[4],[5].